# Uredo oncidii
Uredo oncidii är en svampart som beskrevs av Henn. 1902. Uredo oncidii ingår i släktet Uredo, ordningen Pucciniales, klassen Pucciniomycetes, divisionen basidiesvampar och riket svampar. Inga underarter finns listade i Catalogue of Life.